# Mary Estlin
Mary Anne Estlin (Bristol, 31 de julio de 1820 - Bristol, 14 de noviembre de 1902) fue una abolicionista británica y figura destacada en las campañas contra la esclavitud y la prostitución en Gran Bretaña.

## Vida
Mary Anne Estlin era hija de John Bishop Estlin, un destacado oftalmólogo de Bristol, y de su esposa, Margaret née Bagehot, fallecida siendo Mary Anne de muy poca edad. Vivió en la casa familiar y nunca se casó.
En 1832 siguió a su padre a las Indias Occidentales, donde conoció el sistema colonial de esclavos. Estlin adoptó la religión de su padre así como su oposición a la esclavitud.
Desde 1851 dirigió la Bristol and Clifton Ladies Anti-Slavery Society, Sociedad Anti-Esclavitud de Damas de Bristol y Clifton. Junto con Eliza Wigham participaron activamente en la campaña en Inglaterra y en 1863 ambas sirvieron en la London Emancipation Society, Sociedad de Emancipación de Damas de Londres, de Clementia Taylor.
En 1854, el abolicionista Parker Pillsbury fue a Gran Bretaña para discutir las diferentes políticas de los abolicionistas estadounidenses y británicos. Mary Anne Estlin y su padre se involucraron en la polémica relación epistolar de Pillsbury con el activista británico Louis Chamerovzow, secretario de la Bristish and Foreign Anti_Slavery Society, Sociedad Antiesclavista Británica y Extranjera. Mary Anne dispuso que las cartas se hicieran públicas.
En 1867 ayudó a establecer la Bristol Women's Suffrage Society, Sociedad de Sufragio de Mujeres de Bristol en la que participó como tesorera.
En 1868 viajó a Estados Unidos, donde conoció a otras activistas destacadas como Lucretia Mott y Susan B. Anthony.
Entre los años 1870 y 1886 fue miembro del comité ejecutivo de la Ladies’ National Association, Asociación Nacional de Damas. Esta organización coordinó la campaña feminista para la derogación de las Leyes de Enfermedades Contagiosas.
Hubo un cisma dentro de los abolicionistas entre las opiniones radicales de William Lloyd Garrison y la posición más conservadora de la British and Foreign Anti-Slavery Society, que se contentó con ver un final gradual de la esclavitud. Eliza Wigham y Jane Smeal, de la Edinburgh Ladies' Emancipation Society, Sociedad de Emancipación de Damas de Edimburgo, apoyaron la iniciativa de Mary Anne Estlin de encontrar un terreno común entre los Garrisonians y el BFASS.
Mary Anne Estelin murió a los 82 años el 14 de noviembre de 1902 en su residencia, el 36 de Upper Belgrave Road, Clifton, en Bristol.